# Койчубаев, Танаш Койчубаевич
Танаш Койчубаевич Койчубаев (каз. Танаш Қойчубайұлы Қойчубаев; 1914, с. Сарачинка, Гурьевский уезд, Уральская область, Российская империя — 9 апреля 1979) — советский казахский хозяйственный, государственный и партийный деятель.

## Биография
Родился в 1914 году в селе Сарайчик Гурьевского уезда Уральской области. Член КПСС.
С 1931 года — на хозяйственной, общественной и политической работе. В 1931—1970 гг. — зоотехник, в сельхозуправлении и Павлодарском обкоме КПК, председатель Павлодарского облисполкома, заместитель секретаря Талды-Курганского обкома КПК, в аппарате ЦК КПСС, второй, первый секретарь Семипалатинского обкома КПК, заместитель министра сельского хозяйства Казахской ССР, заместитель заведующего сельхозотделом ЦК КПК, заведующий сельхозотделом КГК Совмина Казахской ССР, директор ВДНХ СССР.
Избирался депутатом Верховного Совета Казахской ССР 4-го созыва.
Умер в 1979 году.